# MJS (motormerk)
MJS is een historisch motorfietsmerk.
De bedrijfsnaam was: Schönfeld & Schwarz Motorradbau, Nürnberg.
Schönfeld & Schwarz begonnen in 1924 met de productie van vrij primitieve motorfietsen. Ze ontwikkelden daarvoor zelf een 245cc-tweetaktmotor. In die tijd ontstonden er in Duitsland honderden kleine motorfietsmerken, die meestal gebruik maakten van inbouwmotoren van gerenommeerde merken. Daarmee hadden ze twee voordelen: klanten vertrouwden de motor en de productiekosten bleven laag. Desondanks verdwenen meer dan 150 van deze merken in 1925 van de markt. Ook MJS kon de concurrentie niet aan en sloot in dat jaar de poort.